# Princeton, Kalifornien
Princeton är en så kallad census-designated place i Colusa County i Kalifornien. Vid 2010 års folkräkning hade Princeton 303 invånare.